# American Water
American Water (NYSE: AWK) es una empresa de servicios básicos que opera en Estados Unidos y Canadá. Fue fundada en 1886 como American Water Works & Guarantee Company. En 1947 fue reorganizada como American Water Works Company, Inc. La empresa fue subsidiaria de la empresa alemana RWE Group desde 2001 hasta 2008, pero la empresa se separó el 23 de abril de 2008 en una IPO en el NYSE.
La mayoría de los servicios de American Water están en manos de subsidiarias locales que son reguladas por el Estado en el cual operan. American Water también posee subsidiarias que administran sistemas municipales de agua potable y aguas servidas bajo contrato y otras que entregan productos y servicios de saneamiento de agua a comunidades residenciales y comerciales.
Su sede central está en Voorhees, Nueva Jersey. American Water tiene alrededor de 8.000 empleados y entrega servicios a aproximadamente 16,2 millones de personas en 32 estados de Estados Unidos y Ontario, Canadá.